# Список людей на почтовых марках Тринидада и Тобаго
Список людей на почтовых марках Тринидада и Тобаго (включая отдельные острова) составлен в хронологическом порядке, то есть по году выпуска первых почтовых марок Тринидада, Тобаго и Тринидада и Тобаго, посвящённых данной личности, начиная с 1869 года. Список доведён до 1984 года включительно.

## Перечни по эмитентам
Тринидад и Тобаго эмитирует почтовые марки с 1913 года, до этого почтовые марки выпускали отдельно Тринидад, а также Тобаго. На них были запечатлены некоторые известные люди, как это перечислено ниже отдельно для каждой почтовой администрации (эмитента) и с указанием соответствующего года выпуска, когда личность в первый раз появлялась на марке данной территории.

### Тринидад
| • Виктория, королева Великобритании — 1869. |

### Тобаго
| • Виктория, королева Великобритании — 1879. |

### Тринидад и Тобаго
| • Георг V, король Великобритании — 1922. |  |
| • Георг VI, король Великобритании — 1937. |  |
| • Елизавета, королева-консорт — 1937. |  |
| • Алиса, графиня Атлонская, член королевской семьи Великобритании — 1951. |  |
| • Елизавета II, 12-я королева Великобритании — 1953. \| Королева Великобритании Елизавета II на почтовых марках Тринидада и Тобаго (1953) \| Королева Великобритании Елизавета II на почтовых марках Тринидада и Тобаго (1953) \| \| --------------------------------------------------------------------------------- \| --------------------------------------------------------------------------------- \| \| \| \| |  |
| • Уолтер Рэли, английский придворный, открывший в 1595 году на Тринидаде крупнейший в мире резервуар природного асфальта Пич-Лейк, — 1953. |  |
| • Элеонора Рузвельт, первая леди США — 1965. |  |
| • Уинстон Черчилль, премьер-министр Великобритании — 1966. |  |
| • Артур Эндрю Киприани, политический и профсоюзный деятель Тринидада и Тобаго — 1969. |  |
| • Махатма Ганди, индийский борец за независимость — 1970. |  |
| • Джозеф Леннокс Паван, тринидадский бактериолог, доказавший, что бешенство может передаваться вампировыми летучими мышами другим животным, — 1975. |  |
| • Хейсли Кроуфорд, легкоатлет-спринтер, первый олимпийский чемпион от Тринидада и Тобаго — 1977. |  |
| • Жанель Коммиссионг, Мисс Вселенная 1977 года — 1978. |  |
| • Роуленд Хилл, британский реформатор почты, «отец» первой почтовой марки — 1979. |  |
| • Элизабет Борн (Elisabeth Bourne), судья Тринидада и Тобаго — 1980. |  |
| • Стелла Абид (Stella Abidh), врач Тринидада и Тобаго — 1980. |  |
| • Луиз Хорн (Louise Horne) — 1980. |  |
| • Одри Джефферс, социальный работник, первая женщина-член Законодательного совета Тринидада и Тобаго — 1980. |  |
| • Берил МакБерни, тринидадская танцовщица — 1980. |  |
| • Изабелла Тесбье (Isabella Tesbier) — 1980. |  |
| Королева Великобритании Елизавета II на почтовых марках Тринидада и Тобаго (1953) |  |
| |  |